# Isaac Viciosa
Isaac Viciosa (ur. 26 grudnia 1969 w Cervatos de la Cueza, Hiszpania) – hiszpański lekkoatleta uprawiający biegi średniodystansowe. 

## Osiągnięcia
| Rok  | Ranga zawodów                                  | Miejsce zawodów                 | Wynik | Konkurencja    |
| ---- | ---------------------------------------------- | ------------------------------- | ----- | -------------- |
| 1992 | Halowe Mistrzostwa Europy w lekkiej atletyce   | Genua, Włochy                   | 4.    | 1500 m         |
| 1994 | Mistrzostwa Europy w Lekkoatletyce             | Helsinki, Finlandia             | 2.    | 1500 m         |
| 1995 | Halowe Mistrzostwa Świata w Lekkoatletyce      | Barcelona, Hiszpania            | 8.    | 3000 m         |
| 1995 | Mistrzostwa Świata w Lekkoatletyce             | Göteborg, Szwecja               | 12.   | 1500 m         |
| 1998 | Halowe Mistrzostwa Europy w lekkiej atletyce   | Walencja, Hiszpania             | 4.    | 3000 m         |
| 1998 | Mistrzostwa świata w biegach przełajowych 1998 | Marrakesz, Maroko               | 11.   | krótki dystans |
| 1998 | Mistrzostwa świata w biegach przełajowych 1998 | Marrakesz, Maroko               | 4.    | drużynowo      |
| 1998 | Mistrzostwa Europy w Lekkoatletyce 1998        | Budapeszt, Węgry                | 1.    | 5000 m         |
| 1998 | Puchar Świata w lekkoatletyce 1998             | Johannesburg, Południowa Afryka | 2.    | 3000 m         |
| 1999 | Mistrzostwa Świata w Lekkoatletyce             | Sewilla, Hiszpania              | 13.   | 5000 m         |
| 2001 | Mistrzostwa Świata w Lekkoatletyce             | Edmonton, Kanada                | 14.   | 5000 m         |
| 2002 | Mistrzostwa świata w biegach przełajowych 2002 | Walencja, Hiszpania             | 14.   | krótki dystans |
| 2002 | Mistrzostwa świata w biegach przełajowych 2002 | Walencja, Hiszpania             | 3.    | drużynowo      |

## Rekordy życiowe
- Bieg na 800 m - 1:46,90 min (1996)
- Bieg na 1500 m - 3:30,94 min (1998)
- Bieg na milę - 3:52,72 min (1994)
- Bieg na 3000 m - 7:29,34 min (1998) 
  - Rekord Hiszpanii, były rekord Europy, pobity dopiero przez naturalizowanego Marokańczyka w barwach Belgii Mohammeda Mourhita. Isaac Viciosa był pierwszym Europejczykiem, który przebiegł ten dystans poniżej granicy: 7 minut 30 sekund.
- Bieg na 5000 m - 13:09,63 min (1998)
- Bieg na 10 000 m - 28:26,75 min (2003)